# Magistra Hersend
Magistra Hersend (París, fl. 1249–1259) va ser una cirurgiana francesa que va acompanyar al rei Lluís IX de França a la Setena Croada el 1249. És una de les dues dones documentades com a metgesses o cirurgianes reals.
A més d'atendre el rei, estava a càrrec de la reina i les acompanyants femenines dels croats. A la ciutat d'Acre va rebre una pensió vitalícia de dotze penics diaris a canvi dels seus serveis; encara que no s'especifica, és possible que Hersend atengués a la reina Margarida de Provença quan va donar a llum al seu fill Joan Tristany de França a Damiata. Més tard va casar-se amb el boticari del rei, anomenat Jacques. Es creu que va tornar a París el 1250 i que anys després va comprar una casa al Petit-Pont.